# (5436) Евмел
(5436) Евмел (лат. Eumelos, др.-греч. Εὔμηλος) — типичный троянский астероид Юпитера, движущийся в точке Лагранжа L4, в 60° впереди планеты. Астероид был открыт 20 февраля 1990 года американскими астрономами Кэролин и Юджином Шумейкерами в Паломарской обсерватории и назван в честь древнегреческого поэта Евмела.

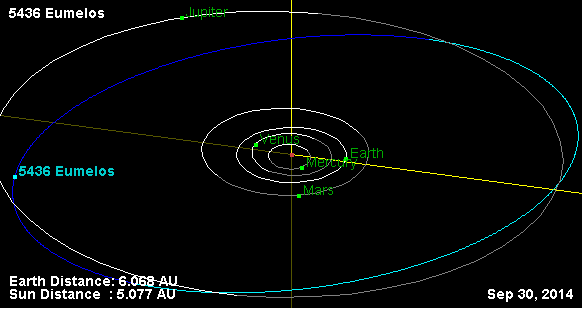
Орбита астероида Евмел и его положение в Солнечной системе